# 山本蕙田
山本 蕙田（やまもと けいた、本名：山本 保（やまもと たもつ）、1891年〈明治24年〉11月25日 - 1953年〈昭和28年〉3月5日）は、日本の南宗画家。南宗画家児玉果亭の門人である画家の小坂芝田（文展2等賞、大正元年「秋爽」大正2年「幽 」）門下。長野県下高井郡佐野村（現在の長野県下高井郡山ノ内町佐野）出身。
1917年（大正6年）7月、第18回全国博覧会絵画の部にて「松泉清聴図」が3等賞を受賞。1919年（大正8年）2月、第21回日本画会展覧会（院展の前身）にて「幽渓積翠図」が入選。横山大観の長野県下高井郡角間温泉別荘たる「獄心壮」（横山大観の命名）建築を立案、1929年（昭和4年）9月、横山大観、小林古径、中村岳陵、前田青邨、大智勝観、荒井寛方、男爵・大倉喜七郎が来角。
長野県下高井郡穂波村村長としては、内務省当初計画では穂波村南側が資源のない荒地として放置される事と知り、内務省に猛陳情を行い遂に技監赤木正雄に築堤を認めさせ、隣村平穏村村長で叔父にあたる宮崎通知と着工した1930年（昭和5年）からの夜間瀬川砂防護岸工事の功労により建設大臣より表彰される（1954年（昭和29年））。1961年（昭和36年）4月、有志により砂防護岸工事の恩に報いるため技監赤木正雄、宮崎通知、山本保の3名の「頌徳碑」が山ノ内町の星川に建立される。

## 年譜
- 1912年〈大正元年〉 南宗画家の小坂芝田（文展2等賞、大正元年「秋爽」大正2年「幽 」）に師事し、師の一字「田」を頂き、号を蕙田とする[1]。
- 1917年〈大正6年〉7月 第18回全国博覧会絵画の部にて「松泉清聴図」が3等賞を受賞[1]。
- 1919年〈大正8年〉2月 第21回日本画会展覧会（院展の前身）にて「幽渓積翠図」が入選[1]。
- 1923年〈大正12年〉5月14日 長野県下高井郡穂波村（現・山ノ内町）村役場助役に就任[1]。
- 1926年〈大正15年〉5月2日 穂波村村長に就任[1]。
- 1952年〈昭和27年〉11月1日 長野県下高井郡穂波村（現・山ノ内町）教育委員長に就任[1]。
- 1954年〈昭和29年〉 昭和5年からの夜間瀬川砂防護岸工事の功労により建設大臣より表彰される[1]。
- 1954年〈昭和36年〉4月 技監赤木正雄、宮崎通知、山本保の3名の「頌徳碑」が山ノ内町の星川に建立される[1]。

## 親族・家系
- 義祖父：春日与市 - 長野県県会議員（第1回県議選～第4回県議選）。下高井教育会長を務めた[2]。
- 父：山本祐善 - 雅号は山本凌亭。南宋画家の児玉果亭門下[1]。
- 母：春日多可 - 春日与市（長野県初代県会議員）の次女[1]。
- 伯父：春日喜一郎 - 春日与市の長男。長野県下高井郡郡議員。長野県下高井郡穂波村村長。能書家としては山本凌亭との交流が深かった[3]。所有する田畑は60町歩（180000坪）、山林は現在の佐野の8割に達した[2]。
- 伯父：春日勝太郎 - 春日与市の次男。生糸貿易にてアメリカ合衆国へ渡る[4]。
- 叔父：宮崎通知 - 春日与市の三男。旧姓春日通知。長野県下高井郡平穏村村長。夜間瀬川砂防護岸工事の功労により、建設大臣より表彰される（昭和29年）[1]。
- 実弟：春日毎治 - 長野県中野市初代市議会議長、長野地方裁判所飯山支部調停委員長[1]。
- 末子：山本秀麿 - 洋画家、昭和52年日府展理事、昭和55年紺綬褒章 [4]。